# VIP TvDanmark
VIP TvDanmark var et talkshow på den nu hedengangne TvDanmark1, i dag Kanal 5.
Programmet var kun på skærmen i en kort pariode i år 2000, i forbindelse med lanceringen af TvDanmark 1. Koncernen bag TvDanmark, SBS, forventede en seertilslutning på omkring 100.000. Dette blev dog langtfra opfyldt og på premieredagen havde programmet kun 8.000 seere[kilde mangler]. Programmet blev derfor hurtig pillet af skærmen.
Som redaktionsmedlem og medvært på VIP var bl.a. Carsten Bang.
| Fjernsyn | Spire Denne artikel om et tv-program er en spire som bør udbygges. Du er velkommen til at hjælpe Wikipedia ved at udvide den. |